# 홍성부
홍성부(洪性富, 1964년 6월 16일 ~ )은 대한민국의 제5대 울산광역시 남구의원이다.

## 학력
- 경주문화고등학교 졸업
- 한국방송통신대학교 행정학과 재학중

## 경력
- 현대자동차 노동조합 대의원, 교육위원 및 조직쟁의실장 역임
- 울산신정여자중학교, 신일중학교 운영위원
- 울산수암초등학교 학교운영위원회 부위원장
- 일동미라주아파트 입주자대표회의 1·2기 회장
- 남구주민회 아파트공동체위원회 위원장
- 재울 문화고등학교동문회 직능부회장
- 울산종합상담소 전문상담위원
- 울산YMCA 시민중계실 운영위원
- 일동미라주아파트 입주자대표회의 자문위원
- 2010.07 ~ 2014.06 제5대 울산광역시 남구의회 의원
- 2010.07 ~ 2012.07 제5대 울산광역시 남구의회 전반기 건설환경위원회 부위원장
- 2012.07 ~ 2014.06 제5대 울산광역시 남구의회 후반기 행정자치위원회 위원

## 역대 선거 결과
|  | 38.34% |

|  | 16.93% |